# Xylobium zarumense
Xylobium zarumense är en orkidéart som beskrevs av Dodson. Xylobium zarumense ingår i släktet Xylobium och familjen orkidéer. Inga underarter finns listade i Catalogue of Life.